# 羅林伍德 (加利福尼亞州)
羅林伍德（英語：Rollingwood）是位於美國加利福尼亞州康特拉科斯塔縣的一個人口普查指定地區。

## 地理
羅林伍德的座標為37°57′55″N 122°19′48″W / 37.96528°N 122.33000°W，而該地最高點為海拔高度23米（即75英尺）。

## 人口
根據2010年美國人口普查的數據，羅林伍德的面積為0.430平方千米，當中陸地面積為0.430平方千米，而水域面積為0.000平方千米。當地共有人口2969人，而人口密度為每平方千米6,904人。